# والتر جکسون فریمن دوم
والتر جکسون فریمن دوم (انگلیسی: Walter Jackson Freeman II) زاده ۱۴ نوامبر ۱۸۹۵م. برابر با پنج‌شنبه، ۲۳ آبان ۱۲۷۴خ. در فیلادلفیا؛ و مرگ در ۳۱ مه ۱۹۷۲م، (۷۶سال) برابر با چهارشنبه، ۱۰ خرداد ۱۳۵۱خ. در سان فرانسیسکو، یک پزشک متخصص آمریکایی در رشته مغز و اعصاب بود. وی نقش مهمی در رواج و آشنایی عمومی مردم آمریکا با عمل لوبوتومی داشت. 
 همچنین فریمن مبتکر روش جدیدی در لوبوتومی بود که در آن از کاسه چشم به جای ایجاد سوراخ در جمجمه، بهره می‌برد. فعالیت حرفه ای فریمن، بازتاب زیادی در مطبوعات غیر تخصصی پیدا کرد و بحث‌انگیز شد. در حالی که مطبوعات و جامعه تخصصی با تردید به این فعالیت نگریسته و بسیاری از جراحان روش وی را تأیید نکردند. از معروفترین موارد بحث‌انگیز، زمانی بود که فریمن در سال ۱۹۴۱م، رزماری کندی خواهر ۲۳ ساله جان اف. کندی را به درخواست پدر رزماری، تحت جراحی لوبوتومی قرار داد. این عمل موفق نبود و دختر جوان تا پایان عمر از ناتوانی‌های جدی روانی و معلولیت ذهنی رنج برد.

## پیشینه

### سال‌های جوانی
والتر جکسون فریمن دوم در ۱۴ نوامبر ۱۸۹۵م، در فیلادلفیا، به دنیا آمد. پدرش با همین نام، یک پزشک متخصص حلق و بینی بود و پدربزرگ وی نیز در دوران جنگ داخلی آمریکا، جراحی معروف بود. فریمن سالهای کودکی را در زادگاه خود گذراند و در سال ۱۹۱۲م، وارد دانشگاه ییل شد و در سال ۱۹۱۶م، مدرک کارشناسی دریافت کرد. سپس در دانشگاه پنسیلوانیا، به ادامه تحصیل در رشته پزشکی پرداخت و در سال ۱۹۲۰م، با مدرک دکترای پزشکی فارغ‌التحصیل شد. سپس در بیمارستان پنسیلوانیا، در رشته آسیب‌شناسی مشغول کارآموزی شد. در سال ۱۹۲۳م، به منظور ادامه تحصیل در رشته عصب‌شناسی به اروپا سفر کرد. سال بعد پس از بازگشت به ایالات متحده آمریکا در بیمارستان سنت الیزابت، در واشینگتن، دی.سی. به عنوان رئیس آزمایشگاه مشغول کار شد. در این بیمارستان وی تحصیلات تخصصی خود را در رشته آسیب‌شناسی اعصاب تکمیل کرد و در سال ۱۹۲۶م، بدون دریافت دستمزد، در دانشکده پزشکی نیروی دریایی ایالات متحده و دانشگاه جرج‌تاون، واقع در واشینگتن، مشغول تدریس شد و بعدها در سال۱۹۳۱م، از همین دانشگاه مدرک پی‌اچ‌دی دریافت کرد.

### سابقه تخصصی
فریمن، همچنین در سال ۱۹۲۶م، به عنوان استاد و رئیس بخش عصب‌شناسی دانشگاه جرج واشینگتن استخدام شد. در این مقام وی شروع به آزمایش روشهای جدید شیمی درمانی پرداخت و از سال ۱۹۳۸م، از شوک الکتریکی برای درمان بیماران روانی شروع به بهره‌برداری کرد.
فریمن با الهام از تجربیات آنتونیو اگاس مونیس، که از عمل روی میمون‌ها و تنها یک انسان به دست آورده بود، در سال ۱۹۳۶م، همراه با جیمز واتس، اولین عمل لوبوتومی پیشانی در تاریخ ایالات متحده آمریکا را روی یک زن ۶۳ ساله خانه‌دار که از افسردگی و بی خوابی رنج می‌برد، اجرا کرد. این عمل مورد تردید جامعه پزشکان واقع شد، اما فریمن، به واسطه حمایت گسترده‌ای که از رسانه‌های اجتماعی دریافت کرد، در سالهای بعدی تعداد بیشتری از عملی مشابه را روی بیماران آزمایش کرد. سپس از سال ۱۹۴۵م، با الهام از دیگر نقاط جهان، شروع به نوآوری و ابتکار روشهای جدید در لوبوتومی کرد. از جمله برای دست یافتن به بافت عصبی مغز، از حفره‌های چشم
استفاده کرد. وی این روش را در سال ۱۹۴۶م، روی یک زن بیمار ۲۹ ساله که دچار پرخاشگری شدید بود، به آزمایش گذاشت. این عمل توسط رسانه‌های عمومی موفق ارزیابی شد و بر جسارت فریمن افزود. اما بی اعتنایی فریمن به انتقاد جامعه تخصصی و امتناع وی از ارائه توضیح به همکاران پزشک، وی را منزوی کرد. جیمز واتس، شریک و همکار نزدیک وی، با تکرار انجام چنین عمل‌هایی در مطب خصوصی مخالفت کرد. از آن پس فریمن، برای انجام عمل لوبوتومی، به شیوه خاص خود، به بیمارستانهای مختلف آمریکا سفر کرد و حتی گاه در اتاق هتل، چنین عملی را انجام داد. در کل، از ۳۵۰۰ مورد جراحی که تحت نظرات وی، طی این سالها انجام گرفت، ۴۹۰ نفر در اثر جراحی جان باختند؛ و تعدادی از بیماران دچار صدمه جدی شدند. از جمله رزماری کندی خواهر ۲۳ ساله جان اف. کندی، که در اثر صدمات ناشی از جراحی تا پایان عمر، از ناتوانی‌های جدی روانی و معلولیت ذهنی رنج برد.

### پایان عمر
والتر فریمن، در روز چهارشنبه، ۱۰ خرداد ۱۳۵۱خ. برابر با ۳۱ مه ۱۹۷۲م، بر اثر بیماری سرطان و عوارض ناشی از یک عمل جراحی ناموفق در درمان سرطان، در شهر سان فرانسیسکو درگذشت. علی‌رغم انتقاد جامعه تخصصی از شیوه‌های درمانی وی، فریمن، خود را تا پایان عمر. یک دانشمند و بشردوست پیشرو می‌دانست. او صاحب ۴ فرزند بود که بزرگ‌ترین آنها در دانشگاه کالیفرنیا، برکلی استاد زیست‌شناسی و عصب‌شناسی نظری شد.